# Индепендьенте (футбольный клуб, Асунсьон)
«Индепендье́нте Ка́мпо-Гра́нде» (также часто упоминается с аббревиатурой своего официального названия — «Индепендьенте ФБК») (исп. Independiente Foot-Ball Club) — парагвайский футбольный клуб из района Кампо-Гранде баррио Сальвадор-дель-Мундо города Асунсьона. В 2019 году выступает во Втором дивизионе чемпионата Парагвая.

## История
Клуб основан 20 сентября 1925 года, в высшем дивизионе Парагвая дебютировал в 2011 году, после того как занял второе место во Втором дивизионе в 2010 году. По итогам дебютного сезона в Примере, «Индепендьенте» занял 8-е место, и сохранил прописку в высшем дивизионе на 2012 год. По итогам сезона 2013 «Индепендьенте» всё же вылетел обратно во Второй дивизион. Осенью 2016 года команда заняла первое место во второй лиге и вернулась в Примеру. Заняв последнее место в таблице вылета, по итогам сезона 2018 «Индепендьенте Кампо-Гранде» вновь вылетел из элиты.
Домашние матчи проводит на стадионе «Рикардо Грегор», вмещающем 1 500 зрителей.

## Достижения
- Чемпион Второго дивизиона Парагвая (1): 2016
- Вице-чемпион Второго дивизиона (1): 2010
- Чемпион третьего дивизиона Парагвая (4): 1962, 1975, 1980, 2001.